# Сёртис, Генри
Ге́нри Джон Сёртис (англ. Henry John Surtees 18 февраля 1991 года — 19 июля 2009 года) — британский автогонщик, сын чемпиона MotoGP и Формулы-1 Джона Сёртиса.

## Карьера

### Формула-БМВ Великобритания
Генри закончил свой дебютный сезон на седьмом месте в чемпионате и вторым в зачёте новичков. На протяжении второй половины сезона доминировал другой новичок — Маркус Эрикссон, Генри заработал одну поул-позицию (Тракстон), одну победу (Донингтон) и два быстрых круга (Рокингем и Снеттертон), он гонялся за очень успешную команду Carlin Motorsport. Сезон был для него омрачён штрафами и дисквалификацией на трассе Оултон Парк.

### Формула-Рено

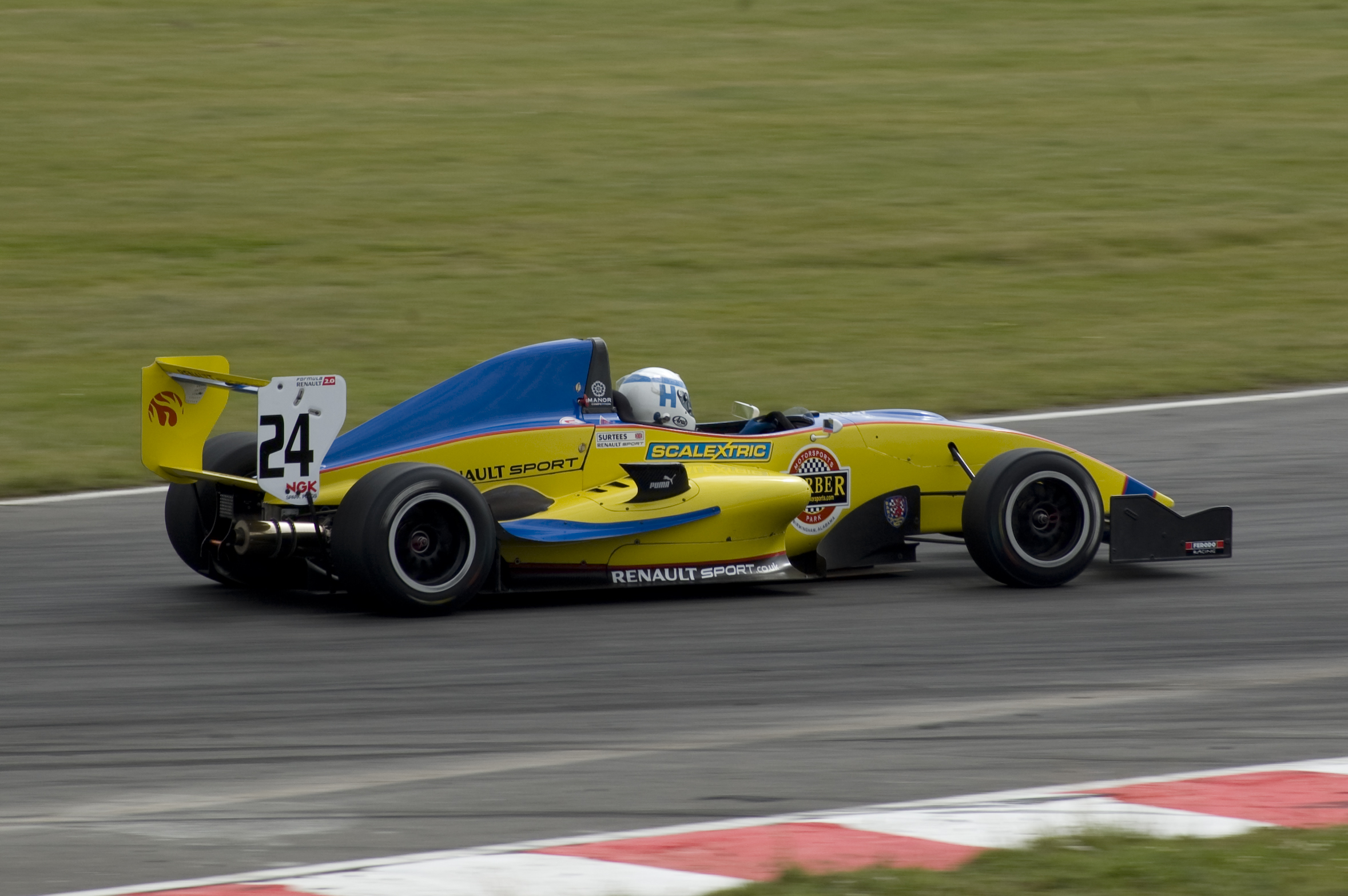
Сёртис на трассе Снеттертон в 2008 году

После двух гонок в 2007 году Генри перешёл в Британскую Формулу-Рено в 2008 за команду Manor Motorsport. Сёртис завершил чемпионат двенадцатым, его лучшим результатом было третье место на трассе Сильверстоун. Также он принял участие в зимней серии, финишировал тринадцатым 2007.

### Формула-3
Сёртис принял участие в одном этапе сезона 2008, в двух последних гонках на трассе Донингтон Парк за Carlin Motorsport. Сёртис смог победить в одной из гонок, что обеспечило ему одиннадцатое место в национальном классе.

### Формула-2
Сёртис подписал контракт с возрождённой серией ФИА Формула-2 в сезоне 2009 года 2 января 2009 года. Он выступал на машине под номером семь. Свой первый поул он заработал в Брно, а 18 июля на первой из двух гонок Брэндс-Хэтче заработал свой первый подиум.

## Смерть

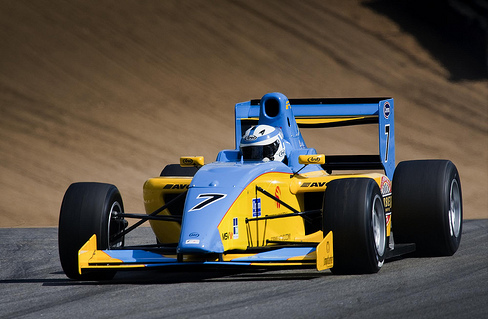
Генри Сёртис в Брэндс-Хэтч за день до аварии

На второй гонке этапа в Брэндс-Хэтче, который проходил 19 июля, Сёртис попал в тяжелейшую аварию. Ему в голову отлетело колесо от болида Джека Кларка, разбившего свою машину об отбойник на выходе из виража Westfield. Колесо оторвалось в ходе контакта болида со стеной и полетело обратно на трассу, где проезжала группа болидов, и попало в голову британца. Болид продолжил движение по прямой и врезался в барьер на подходе к повороту Sheene, при этом также потеряв колесо, а его оставшиеся колёса продолжали вращаться, это означало, что Сёртис уже потерял сознание, а его нога осталась на педали газа.
Медицинская служба эвакуировала Сёртиса из болида и доставила в медицинский центр трассы, где его состояние пытались стабилизировать перед отправкой в королевский госпиталь Лондона. Однако в госпитале он скончался. Смерть произошла из-за нескольких травм головы, несовместимых с жизнью, которые были получены в первую очередь от колеса, а не от последовавшего контакта с барьером.
Инцидент похож на фатальную аварию Маркуса Хёттингера в Формуле-2 на трассе Хоккенхаймринг в 1980 году. Это также упоминали комментаторы немецкого канала «Eurosport» сразу после аварии Сёртиса.
Другой похожий инцидент случился менее чем через неделю после смерти Сёртиса. На квалификации Гран-при Венгрии 2009 года проходившей 25 июля, Фелипе Масса был травмирован 800-граммовой пружиной, которая отвалилась от болида Brawn-Mercedes Рубенса Баррикелло и попала прямо в шлем Массе.
Похороны Сёртиса состоялись 30 июля на кладбище Уорт Эбби (англ. Worth Abbey), рядом с Тёрнерс Хилл, Западный Суссекс.

## Результаты выступлений

### Гоночная карьера
| Сезон | Серия                                        | Команда                 | Гонки | Победы | Поулы | БК | Подиумы | Очки | Место |
| ----- | -------------------------------------------- | ----------------------- | ----- | ------ | ----- | -- | ------- | ---- | ----- |
| 2006  | Ginetta GT Junior Championship               |                         | 12    | 3      | 0     | 3  | 6       | 236  | 3     |
| 2007  | Формула-БМВ ADAC                             | ADAC Berlin-Brandenburg | 2     | 0      | 0     | 0  | 0       | 24   | 29    |
| 2007  | Формула-БМВ Великобритания                   | Carlin Motorsport       | 18    | 1      | 1     | 2  | 8       | 491  | 6     |
| 2007  | Формула-Рено 2.0 Великобритания              | Carlin Motorsport       | 2     | 0      | 0     | 0  | 0       | 13   | 22    |
| 2007  | Формула-Рено 2.0 Великобритания Зимняя серия | Carlin Motorsport       | 4     | 0      | 0     | 0  | 0       | 35   | 13    |
| 2008  | Британская Ф3 Национальный класс             | Carlin Motorsport       | 2     | 1      | 0     | 0  | 2       | 35   | 11    |
| 2008  | Западноевропейский кубок Формулы-Рено 2.0    | Manor Competition       | 2     | 0      | 0     | 0  | 0       | 0    | —†    |
| 2008  | Формула-Рено 2.0 Великобритания              | Manor Competition       | 20    | 0      | 0     | 0  | 1       | 203  | 12    |
| 2008  | Формула-Рено 2.0 Великобритания Зимняя серия | Manor Competition       | 4     | 1      | 1     | 0  | 3       | 113  | 2     |
| 2009  | ФИА Формула-2                                | MotorSport Vision       | 8     | 0      | 1     | 0  | 1       | 8    | 14    |

† - Сёртис был гостевым пилотом, и не набирал очков.

### Результаты выступлений в Формуле-2
| Легенда к таблице |                                                                    |
| --- | ------------------------------------------------------------------ |
| В таблице перечислены результаты всех гонок, в которых принимал участие гонщик. Строками таблицы являются сезоны, столбцами — этапы соревнований. В каждой клетке указаны сокращённое название этапа и результат, дополнительно обозначенный цветом. Расшифровка обозначений и цветов представлена в нижеследующей таблице. |                                                                    |
| \| Пример \| Описание \| \| ------------ \| ------------------------------------------------------------------ \| \| 1 \| Победитель \| \| 2 \| Второе место \| \| 3 \| Третье место \| \| 5 \| Финишировал, заработав очки \| \| Сход \| Не финишировал, но при этом заработал очки \| \| 12 \| Финишировал, не получив очков \| \| НКЛ \| Финишировал, но не попал в финальную классификацию \| \| 15 \| Участвовал вне зачёта, либо по отдельной классификации \| \| 18 \| Не финишировал, но попал в финальную классификацию \| \| Сход \| Не финишировал \| \| НКВ \| Не прошёл квалификацию \| \| НПКВ \| Не прошёл предквалификацию \| \| ДСК \| Дисквалифицирован \| \| ИСК \| Исключён из протокола соревнований \| \| ТТ \| Заявлен для участия только в тренировках \| \| НС \| Участвовал в квалификации, но не стартовал в гонке \| \| Т \| Травмирован или болен \| \| ОТК \| Отказ от участия \| \| НТР \| Прибыл на соревнования, но на трассу не выезжал \| \| НПР \| Был заявлен в числе участников, но не прибыл к началу соревнований \| \| О \| Соревнования отменены \| \| \| Не участвовал \| \| Поул-позиция \| \| \| Быстрый круг \| \| |                                                                    |
| Пример | Описание                                                           |
| 1 | Победитель                                                         |
| 2 | Второе место                                                       |
| 3 | Третье место                                                       |
| 5 | Финишировал, заработав очки                                        |
| Сход | Не финишировал, но при этом заработал очки                         |
| 12 | Финишировал, не получив очков                                      |
| НКЛ | Финишировал, но не попал в финальную классификацию                 |
| 15 | Участвовал вне зачёта, либо по отдельной классификации             |
| 18 | Не финишировал, но попал в финальную классификацию                 |
| Сход | Не финишировал                                                     |
| НКВ | Не прошёл квалификацию                                             |
| НПКВ | Не прошёл предквалификацию                                         |
| ДСК | Дисквалифицирован                                                  |
| ИСК | Исключён из протокола соревнований                                 |
| ТТ | Заявлен для участия только в тренировках                           |
| НС | Участвовал в квалификации, но не стартовал в гонке                 |
| Т | Травмирован или болен                                              |
| ОТК | Отказ от участия                                                   |
| НТР | Прибыл на соревнования, но на трассу не выезжал                    |
| НПР | Был заявлен в числе участников, но не прибыл к началу соревнований |
| О | Соревнования отменены                                              |
| | Не участвовал                                                      |
| Поул-позиция |                                                                    |
| Быстрый круг |                                                                    |

| Год  | № | 1       | 2        | 3          | 4          | 5        | 6          | 7       | 8          | 9     | 10    | 11    | 12    | 13    | 14    | 15    | 16    | Место | Очки |
| ---- | - | ------- | -------- | ---------- | ---------- | -------- | ---------- | ------- | ---------- | ----- | ----- | ----- | ----- | ----- | ----- | ----- | ----- | ----- | ---- |
| 2009 | 7 | ВАЛ 1 7 | ВАЛ 2 12 | БРН 1 Сход | БРН 2 Сход | СПА 1 15 | СПА 2 Сход | БРХ 1 3 | БРХ 2 Сход | ДОН 1 | ДОН 2 | ОШЕ 1 | ОШЕ 2 | ИМО 1 | ИМО 2 | КАТ 1 | КАТ 2 | 14    | 8    |